# 莊昇
莊昇（1421年—1480年），字景暘，四川成都府成都縣人，軍籍，治《禮記》，年三十一歲中式景泰二年辛未科第三甲第一百零三名進士。七月十四日生，行一，曾祖莊實琅；祖莊本畊；父莊凱；母張氏。永感下，妻陸氏，繼妻徐氏；。由縣學增廣生中式四川鄉試第十九名舉人，會試中式第六十二名。